# Poulet à la cocotte vapeur
 (avril 2022).
Le poulet cuit à la cocotte vapeur (chinois : 汽锅鸡) est l'un des plats célèbres de la cuisine du Yunnan, en Chine.

## Cuisson
Traditionnellement, la cuisson se fait à l’aide d’un qiguo,. Ce récipient a pour spécificité d’avoir un orifice central permettant, lorsque posé sur une source d’eau bouillante, de laisser entrer et condenser la vapeur pour cuire les aliments. Ce procédé permet d’obtenir un bouillon nettoyé des impuretés pouvant être présentes dans l’eau.

## Culture populaire
Ce procédé de cuisson est expliqué dans le chapitre 28, volume 4 du manga Chūka Ichiban! (en).